# Nonciature apostolique en Libye
La nonciature apostolique en Libye constitue la mission diplomatique permanente du Saint-Siège en Libye. Le nonce apostolique, qui occupe cette fonction, détient à la fois le rang d’ambassadeur et un office ecclésiastique au sein de l’Église catholique en Libye. Il représente le pape auprès de l’État libyen et agit comme délégué pontifical, servant de lien entre la hiérarchie catholique locale et le Saint-Siège.
Le Vatican a créé le poste de délégué pour l'Afrique du Nord en 1965 ; John Gordon a occupé ce poste jusqu'au 19 août 1967. Sante Portalupi lui succède le 27 septembre 1967. Les responsabilités du délégué ont été modifiées à mesure que le Saint-Siège a développé des relations avec les pays relevant de sa compétence. Portalupi a assumé les titres de Pro-Nonce en Algérie et en Tunisie en 1972. Lorsqu'il ajouta le titre de Pro-Nonce au Maroc le 5 mars 1976, son rôle de Délégué en Afrique du Nord fut laissé à la seule responsabilité de la Libye et il devint Délégué en Libye.
Le titre de Nonce apostolique en Libye est porté par le prélat nommé Nonce apostolique à Malte ; il réside à Malte.

## Liste des représentants pontificaux en Libye
Délégués apostoliques en Afrique du Nord
- John Gordon (27 février 1965[2] – 14 juillet 1967) [3], également archevêque titulaire de Nicopolis ad Nestum (de)
- Sante Portalupi (27 septembre 1967 – 5 mars 1976)[1], également archevêque titulaire de Christopolis (de)

Délégués apostoliques
- Sante Portalupi (5 mars 1976 [1] - 15 décembre 1979) [4], également archevêque titulaire de Christopolis (de)
- Gabriel Montalvo Higuera (18 mars 1980 - 12 juin 1986), également archevêque titulaire de Celene (de)
- Giovanni De Andrea (22 novembre 1986 - 26 août 1989), également archevêque titulaire d'Aquaviva (de)
- Edmond Farhat (26 août 1989 - 26 juillet 1995), également archevêque titulaire de Byblus (de)
- José Sebastián Laboa Gallego (en) (28 octobre 1995 [5] - 10 mars 1997), également archevêque titulaire de Zaraï

Nonces apostoliques
- José Sebastián Laboa Gallego (en) (10 mars 1997 – 13 juin 1998) [6], également archevêque titulaire de Zaraï
- Luigi Gatti (13 juin 1998 [6] - 28 juin 2001), également archevêque titulaire de Santa Giusta (de)
- Luigi Conti (8 août 2001 - 5 juin 2003), également archevêque titulaire de Gratiana (de)
- Félix del Blanco Prieto (24 juin 2003 - 28 juillet 2007), également archevêque titulaire de Vannida (de)
- Tommaso Caputo (3 septembre 2007 - 10 novembre 2012), également archevêque titulaire d'Otriculum (de)
- Aldo Cavalli (13 avril 2013 - 21 mars 2015), également archevêque titulaire de Vibo (de)
- Alessandro D'Errico (10 juin 2017 – 30 avril 2022), également archevêque titulaire d'Hyccarum (de)
- Savio Hon Tai-Fai (18 mai 2023 [7] – présent), également archevêque titulaire de Sila